# تولد (فیلم هندی ۱۹۸۹)
تولد (به هندی: Piravi) فیلمی محصول سال ۱۹۸۹ و به کارگردانی شاجی. ان کارون است. در این فیلم بازیگرانی همچون پرمجی، آرچانا، لاکشمی کریشنمورتی، مولنزهی ایفای نقش کرده‌اند.